# صلاح الدين رباني
صلاح الدين رباني (بالبشتوية: صلاح الدين رباني)‏ (و. 1971  م) هو دبلوماسي، وسياسي، من أفغانستان، ولد في كابل.

## التعليم
تعلم في جامعة كولومبيا.